# Gouverneurswahl in New Hampshire 2006

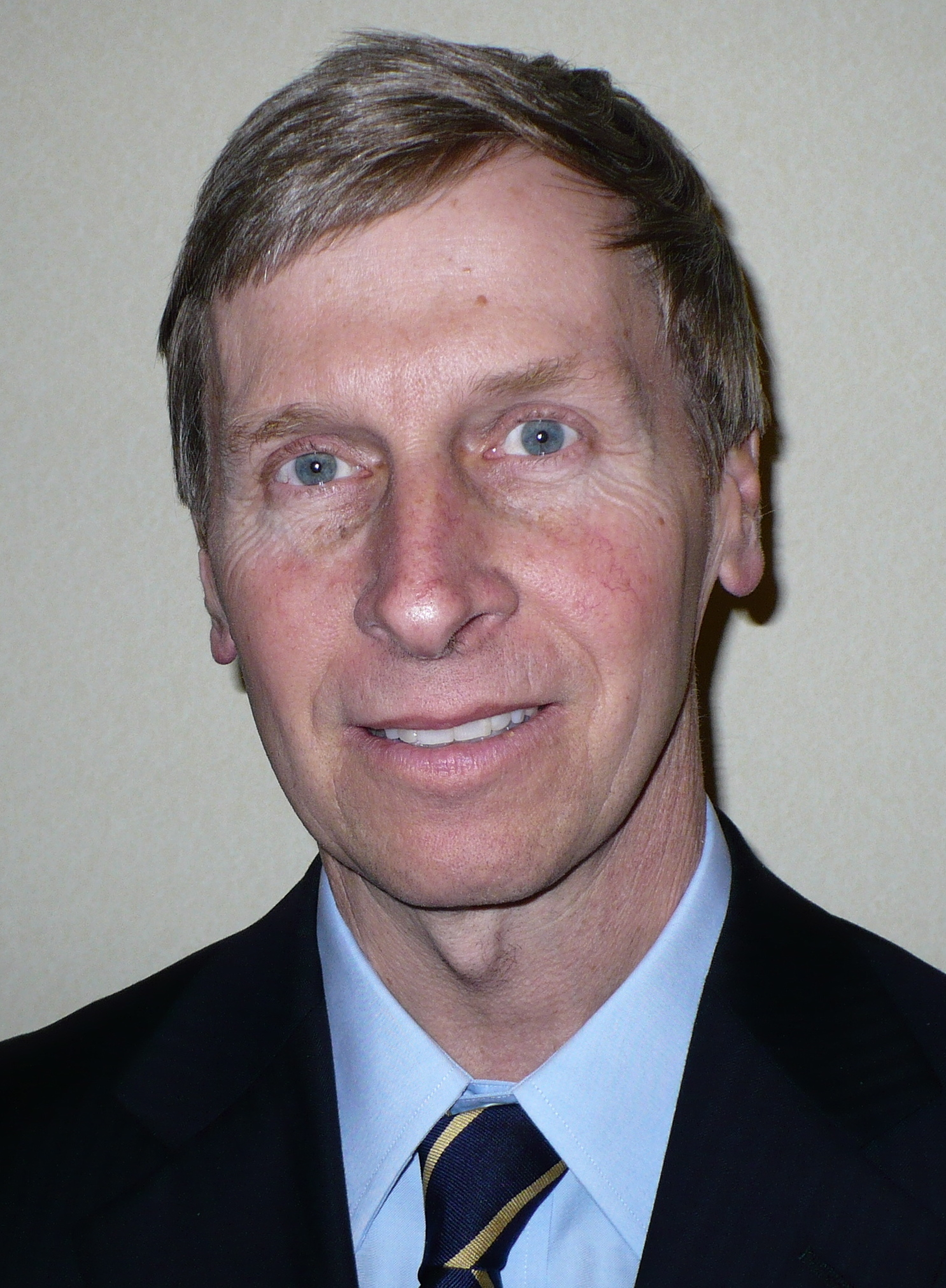
John Lynch wurde als Gouverneur im Amt bestätigt.

Die Gouverneurswahl in New Hampshire 2006 fand am 7. November 2006 statt, um den Gouverneur des US-Bundesstaates New Hampshire für die folgenden zwei Jahre zu bestimmen. Amtsinhaber John Lynch (Demokratische Partei) bewarb sich mit Erfolg um eine zweite Amtszeit.

## Vorwahlen
Wie bei vielen Wahlen in den USA üblich bestimmten die Wähler zunächst im Rahmen einer Vorwahl (Primary) jenen Kandidaten, der bei der eigentlichen Wahl als einziger für seine jeweilige Partei gegen die Kandidaten der anderen Parteien antrat.

### Demokratische Partei
Kandidaten bei der Vorwahl der Demokratischen Partei waren:
- John Lynch, amtierender Gouverneur

### Republikanische Partei
Kandidaten bei der Vorwahl der Republikanischen Partei waren:
- Jim Coburn, Abgeordneter im Repräsentantenhaus von New Hampshire

## Wahlergebnisse

### Vorwahl der Demokraten
| Partei | Partei               | Kandidat            | Stimmen | %     |
| ------ | -------------------- | ------------------- | ------- | ----- |
|        | Demokratische Partei | John Lynch          | 43.442  | 99,51 |
|        | Demokratische Partei | Sonstige (write-in) | 214     | 0,49  |

### Vorwahl der Republikaner
| Partei | Partei                 | Kandidat            | Stimmen | %    |
| ------ | ---------------------- | ------------------- | ------- | ---- |
|        | Republikanische Partei | Jim Coburn          | 30.352  | 85,4 |
|        | Republikanische Partei | Sonstige (write-in) | 5.190   | 14,6 |

### Gouverneurswahl
| Partei | Partei                 | Kandidat            | Stimmen | %                 |
| ------ | ---------------------- | ------------------- | ------- | ----------------- |
|        | Demokratische Partei   | John Lynch          | 298.760 | 74,01 (+22,99 %p) |
|        | Republikanische Partei | Jim Coburn          | 104.288 | 25,83 (−23,04 %p) |
|        | Sonstige (write-in)    | Sonstige (write-in) | 631     | 0,16              |